# Petra Lejeune

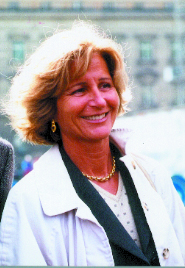
Petra Lejeune

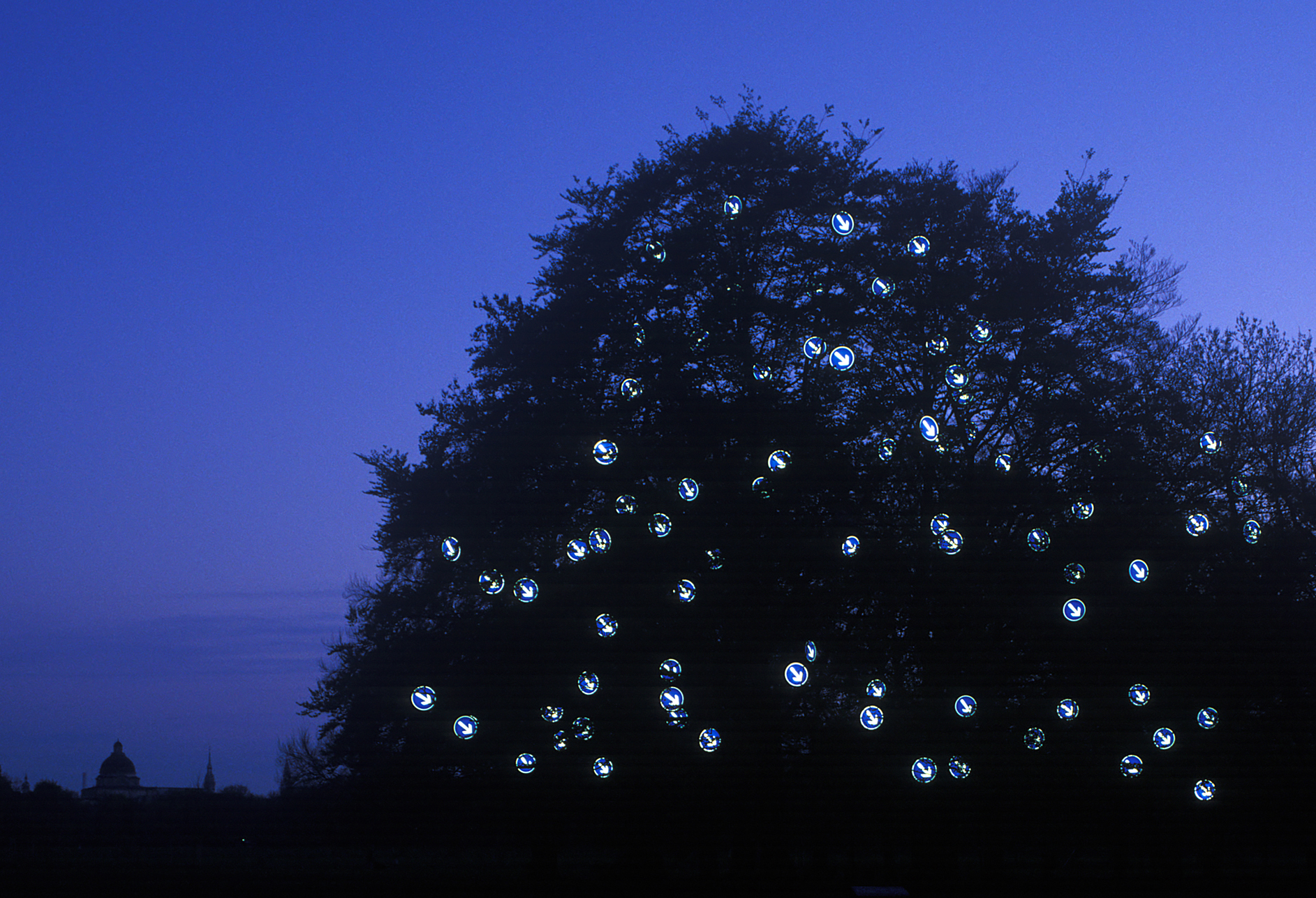
Zeitzeichen im Englischen Garten 1999 (München)

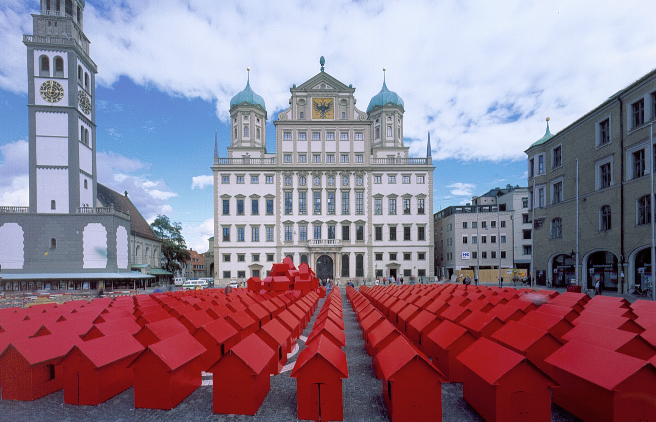
Tradition-Region-Vision, 300 Modellhäuser vor dem Rathaus 1999 (Augsburg)

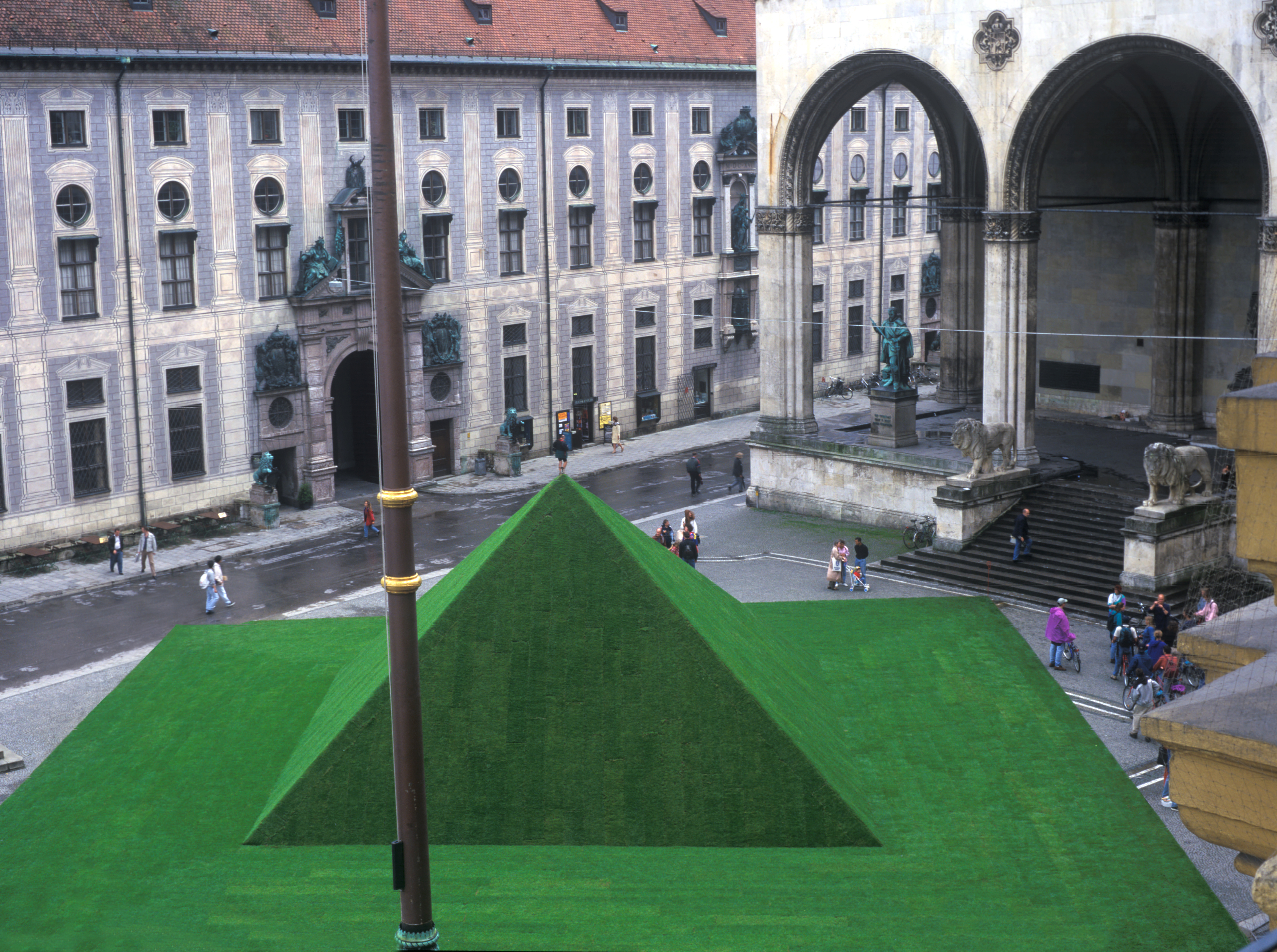
Die Grüne Pyramide auf dem Odeonsplatz 1997 (München)

Petra Lejeune (* 13. Dezember 1948 in Frankfurt am Main) ist eine deutsche Stadtplanerin und Journalistin.

## Leben und Arbeiten

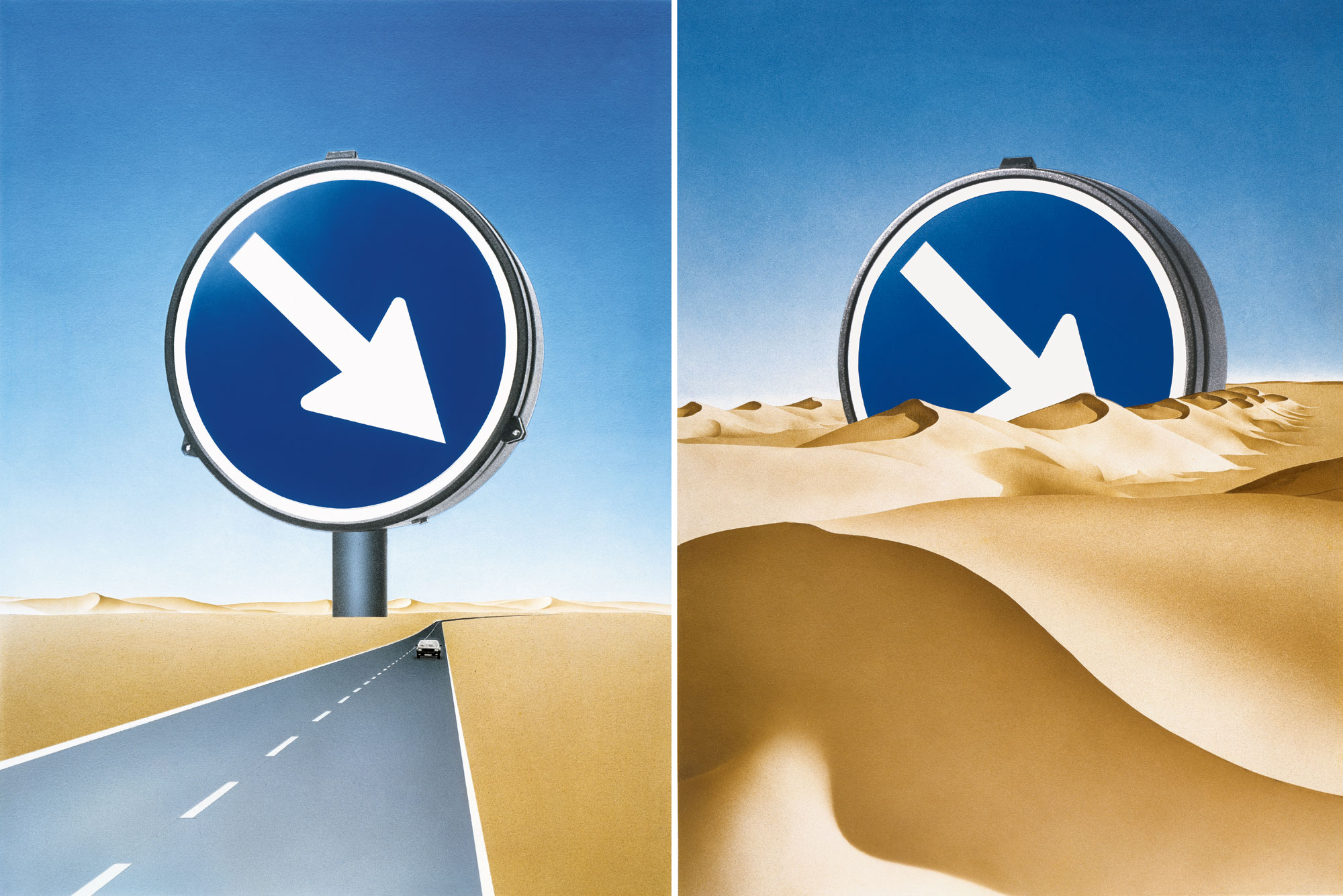
Wüstenpfeil mit Wanderdüne

Sie studierte Architektur und Städtebau in München. Nach dem Studium arbeitete Lejeune zwei Jahre als Architektin im Münchner Architekturbüro Alex Pagenstecher, anschließend ab 1978 Zusammenarbeit mit dem Münchner Architekten Hermann Grub. Seit 1982 sind Petra Lejeune und Hermann Grub verheiratet und haben drei gemeinsame Kinder.
1986 schrieb und moderierte sie im Bayerischen Fernsehen eine 10-teilige Fernsehserie unter dem Titel „Grün zwischen Häusern“, die ab 1987 in allen Dritten ausgestrahlt wurde.

## Auszeichnungen
Am 30. November 2017 wurde das Architektenehepaar mit der Auszeichnung „Schwabinger Lächeln“ durch den Bezirksausschuss Schwabing-Freimann geehrt.
Zum Dank für ihr Engagement sowie in Anerkennung ihrer herausragenden Verdienste um die Wiedervereinigung des Englischen Gartens in München hat Oberbürgermeister Dieter Reiter am 11. April 2018 die beiden Architekten mit der Medaille „München leuchtet – Den Freundinnen und Freunden Münchens“ in Gold ausgezeichnet.

## Projekte (Auswahl)
- 1991 Grüne Nachbarschaft, Freiflächensicherungskonzept für die Städte Ludwigsburg, Kornwestheim, Bietigheim-Bissingen, Freiberg, Remseck und Tamm
- 1993 Strukturplanung für Leipzig-Plagwitz, Aufwertung eines Industriestandorts
- 1996 Grün zwischen Städten, Emscher Landschaftspark, Nordrhein-Westfalen
- 1996 Grün zwischen Städten, GrünGürtel Frankfurt, Regionalpark RheinMain
- 1996 Grün zwischen Städten, Grüne Nachbarschaft, Baden-Württemberg[3]
- 1997 München: Stadt Land Grün, Städtebauliches Konzept in Zusammenarbeit mit der Stadt München dem Land Bayern sowie der Region[4]
- 1998 Berlin – Stadt in der Landschaft, Freiraumkonzept für den Großraum Berlin in Zusammenarbeit mit dem Berliner Senat
- 1999 Augsburg: Tradition—Region—Vision, Städtebauliches Konzept in Zusammenarbeit mit der Stadt Augsburg[5]
- 2000 „Tel Aviv 21“, Grünkonzept für Tel Aviv/Jaffa[6]
- 2002 Regensburg: Blaue Bänder—Grünes Netz, Freiflächenkonzepte für den Donauraum Regensburg[3]
- 2003 Brückenpark Frankfurt – Tel Aviv (nicht realisiert)
- 2004 Grünzug Neckartal[7][8] Initiative zur qualitativen Aufwertung des Neckartals zwischen Marbach und Plochingen im Großraum Stuttgart. Projektpartner: Fünf beteiligten Städte, Bundesministerium für Verkehr, Bau und Stadtentwicklung, Berlin, Bundesamt für Bauwesen und Raumordnung, Bonn, Regierungspräsidium Stuttgart, Umweltministerium Baden-Württemberg und Verband Region Stuttgart[9]
- 2010 Initiative Ein Englischer Garten, München, Konzept zur Wiedervereinigung des Parkdenkmals durch Absenken der Stadtautobahn Isarring in einen Tunnel[10]
- 2018 Ein Englischer Garten 2.0 Plan B für die Tram im Park, München, Planung für einen Tram-Tunnel durch den Englischen Garten anstelle der bestehenden Busstraße[11]

## Installationen
- 1980 Abgasballon als Beitrag zum Bayerischen Umwelttag, Bayerisches Umweltministerium (Regensburg)[12]
- 1980 Installation zum Grünflächendefizit in Städten (Dortmund)
- 1981 Idee von Einhundert ausdrucksstarken Verkehrsschildern auf dem Sechseläutenplatz in Zürich (nicht realisiert)[13]
- 1983 Mauerfall. Veranstaltung zum Thementag „Kinder in der Stadt“ (Frankfurt)[14]
- 1983 Park-Zone auf Zeit in der Semmelweißstrasse (Budapest)
- 1983 Grenzenloses Grün, Begrünung der Berliner Mauer am Brandenburger Tor (Berlin, nicht realisiert)
- 1991 Müllpyramide auf dem Schlossplatz zum Thema Müllvermeidung (Stuttgart)
- 1991 Müllpyramide vor der Alten Oper zum Thema Müllvermeidung (Frankfurt a. M.)
- 1996 Die Grüne Pyramide. Eine Hommage an Fürst Pückler-Muskau, den großen Parkomanen (Frankfurt a. M.)
- 1997 Die Grüne Pyramide im Schlosshof des Neuen Schlosses (Stuttgart)
- 1997 Die Grüne Pyramide auf dem Odeonsplatz (München)
- 1998 Leuchtpfeile auf Rollrasen. Bebelplatz/Unter den Linden zum Thema: Fremdbestimmung von Bürgern (Berlin)
- 1999 Zeitzeichen München, Einhundert Pfeilschilder in einer Baumgruppe gegen die Überbeanspruchung des Englischen Gartens (München)
- 1999 Tradition-Region-Vision, 300 Modellhäuser vor dem Augsburger Rathaus stehen für Ordnung und Unordnung im Städtebau (Augsburg)
- 2002 Der Fremdbestimmte Bürger, Styropormenschen mit Strichcode (Regensburg)
- 2012 Spiegelverkehr(t) auf dem Odeonsplatz (München, nicht realisiert)

## Wichtige Ausstellungen (Auswahl)
- Stuttgart, Landespavillon des Landes Baden-Württemberg „Grün zwischen Häusern“ (1978)
- Paris, Ecole Spéciale d’Architecture Paris „Bien-être en ville“ (1980)
- Berlin/Ost, Karl-Marx-Stadt, Magdeburg „Stadt Park – Park Stadt. Eine Ausstellung aus der Bundesrepublik Deutschland. Ausgerichtet vom Architekturbüro Grub + Lejeune in Zusammenarbeit mit der Bauakademie der Deutschen Demokratischen Republik“ (1982)
- Frankfurt a. M., Römerhallen „Stadt Park – Park Stadt“ (1983)
- Budapest, Staatliche Universität „Grün zwischen Häusern“ (1986)
- Peking (anschließend Shanghai), Meishuguan Ausstellungshalle „Stadträume im Wandel“ (1988)
- Moskau, Haus des Architekten „Unternehmen Grün“ (1990)
- Weimar, Hochschule für Architektur und Bauwesen „Grün zwischen Häusern“ (1992)
- Luxemburg, Rathaus „Unternehmen Grün“ (1996)
- Berlin, Rotes Rathaus „Grün zwischen Städten. Berlin – Stadt in der Landschaft“ (1998)
- Regensburg, Historisches Museum „Grün zwischen Städten. Stadt-Fluss-Landschaft/Zukunftswerkstätten“ (2002)

## Veröffentlichungen (Auswahl)
- Hermann Grub und Petra Lejeune-Grub: Grün zwischen Städten. Regensburg: Blaue Bänder – Grünes Netz. Prestel, München/New York 2002, ISBN 3-7913-2828-X.
- Hermann Grub und Petra Lejeune-Grub: Grün zwischen Städten. Augsburg: Tradition-Region-Vision. Prestel, München/New York 1999, ISBN 3-7913-2255-9.
- Hermann Grub und Petra Lejeune-Grub: Grün zwischen Städten. Berlin: Stadt in der Landschaft. Prestel, München/New York 1998, ISBN 3-7913-1708-3.
- Hermann Grub und Petra Lejeune-Grub: Grün zwischen Städten. München: Stadt-Land-Grün. Prestel, München/New York 1998, ISBN 3-7913-1756-3.
- Hermann Grub und Petra Lejeune-Grub: Grün zwischen Städten. Prestel, München/New York 1996, ISBN 3-7913-1708-3.
- Hermann Grub und Petra Lejeune-Grub: Unternehmen Grün. Callwey, München 1990, ISBN 3-7667-0965-8.
- Lejeune, Petra. „Es grünt so grün“. Zeit Magazin 13. (1985): 48–54.
- Lejeune-Grub, Petra: „Hermann Grub Stadt Park – Park Stadt“ Eine Ausstellung aus der Bundesrepublik Deutschland. Verlag Georg D.W. Callwey, München 1982, ISBN 3-7667-0654-3.[15][16]
- Hermann Grub und Petra Lejeune-Grub: Erholungsraum Stadt. Innerstädtische Erholungslandschaft am Beispiel der Stadt München. Gerd Hadje Verlag, Stuttgart 1979, ISBN 3-7757-0116-8.
- Hermann Grub und Petra Lejeune-Grub: Stadträume im Wandel. C.F. Müller GmbH, Karlsruhe 1986, ISBN 3-7880-7245-8.
- Hermann Grub und Petra Lejeune-Grub: Grün zwischen Häusern. Ein Ratgeber für Städter. Verlag Georg D.W. Callwey, München 1984, ISBN 978-3-7667-0738-3.